# Ray Cooney
Ray Cooney (* 30. Mai 1932 in London) ist ein englischer zeitgenössischer Komödienautor.

## Leben
1946 begann Cooney mit der Schauspielerei und trat in den 1950ern und 1960ern häufig in Brian Rixs Farcen im Whitehall Theatre auf. In dieser Zeit wirkte er als Coautor an der Komödie Einer für alles (One for the pot) mit, das 1961 uraufgeführt wurde.
1983 gründete und leitete er die Theatre of Comedy Company in London. In dieser Zeit produzierte er über 20 Stücke, wie Pygmalion mit Peter O’Toole und John Thaw, Loot und Lügen haben junge Beine (Run For Your Wife).
Sein Stil zeichnet sich durch eine absurde Komik aus.
Sein Sohn Michael (* 1967) ist ebenfalls als Autor und Regisseur tätig.

## Stücke
- 1961: Einer für alles (One for the pot)
- 1964: Hasch mich, Genosse! (Chase me, Comrade!) (Für die ARD verfilmt unter dem Titel Fall nicht in den Schwanensee)
- 1971: Wie wärs denn, Mrs. Markham (Move over, Mrs. Markham)
- 1983: Verflixtes Doppel (Run for your wife)
- 1990: Außer Kontrolle (Out of Order)
- 1992: Und alles auf Krankenschein (It runs in the Family)
- 1995: Funny Money
- 2001: Lügen haben junge Beine (Caught in the Net / Run for your wife again)

## Aufführungen im deutschsprachigen Raum
- Außer Kontrolle
- Allens ut de Reeg (Übertragung von Außer Kontrolle ins Niederdeutsche durch Arnold Preuß)
- Lügen haben junge Beine (Taxi, Taxi)
- Doppelt leben hält besser
- Und alles auf Krankenschein
- Un alles op Krankesching (Übertragung von Und alles auf Krankenschein ins Plattdeutsche)
- On ällas uff Krankaschei' (Übertragung von Und alles auf Krankenschein ins Schwäbische)
- Das kann jedem passieren
- Dat kann jedeen passeern (Übertragung von Tom, Dick und Harry ins Niederdeutsche durch Arnold Preuß)
- Tom, Dick und Harry
- Wie wärs denn, Mrs. Markham
- Einmal ist keinmal (Übertragung von Wie wär's denn Mrs. Markham ins Bayrische)
- Oimol isch koimol (Übertragung von Wie wär's denn Mrs. Markham ins Schwäbische)
- Jetzt nicht, Liebling
- Funny Money
- Geld verdarvt den Charakter (Übertragung von Funny Money ins Plattdeutsche)
- Geld oder Leberwurschd (Übertragung von Funny Money ins Schwäbische)
- Usser rand un Band ("out of control" ins Kölsche übertragen durch das Kumede-Theater 2024)
- Ihrlich wäht am längste ("doppelt leben hält besser" ins Kölsche übertragen durch das Kumede-Theater 2025)